# Das Frühstück im Atelier
Das Frühstück im Atelier (französisch Le déjeuner dans l’atelier) ist ein Gemälde des französischen Malers Édouard Manet. Das 118,3 cm hohe und 154 cm breite Bild entstand 1868. Heute ist es in der Neue Pinakothek in München zu sehen.

## Hintergrund
In Manets Sommerferien reiste er 1868 nach Boulogne-sur-Mer, wo er dieses Kunstwerk und weitere malte. Es gehört zu den Hauptwerken Manets, sollte jedoch nicht mit dem noch bekannteren Werk Das Frühstück im Grünen (französisch: Le déjeuner sur l’herbe) verwechselt werden. Obwohl es für das 19. Jahrhundert üblich war, Modelle im Licht eines Fensters zu malen, ließen sich Manet und eine Gruppe Künstler, denen er angehörte, von dem Interesse an den Gegensätzen zwischen Licht im Freien und dem Halbdunkel im Zimmer nicht abbringen. Für alle, die seine Absichten nicht verstanden, wirkten seine Arbeiten wie die reinste Stümperei.

## Das Gemälde
Allgemein zeigt das Werk „eine einfache und banale Szene“. Aufgeteilt ist das Bild in drei Bildebenen: Im Vordergrund steht fast zentral ein Jugendlicher. Ihm zu- und untergeordnet werden im Mittelgrund ein am gedeckten Tisch sitzender älterer Herr rechts von ihm und eine Bedienstete links von ihm.
Die Reste des Essens hat Manet als Stillleben konzipiert. Allerdings sind hier ebenso die Menschen Teil des Stilllebens, da sie wie leblose und unbewegte Gegenstände im Raum stehen. Damit revolutionierte Manet das Stillleben im 19. Jahrhundert, indem er sich dem Stillleben annähert und dabei zugleich Merkmale der Vereinzelung des bürgerlichen Menschen in der Stilllebenhaftigkeit zur Schau stellt.
Der Jugendliche im Zentrum des Gemäldes ist Léon Leenhoff, der Sohn der holländische Pianistin Suzanne Leenhoff, die Manet 1863 geheiratet hatte. Die Vaterschaft Manets ist umstritten.
Der Junge ist wie ein damals moderner Dandy gekleidet: Er trägt eine beige Hose zusammen mit einer dunkelbraunen Jacke, darunter ein weißes Hemd mit gestreifter Krawatte und einem hellbraunen Strohhut. Mit einem leicht melancholischen Blick schaut der Junge rechts am Betrachter vorbei. Genau wie für einen Dandy typisch, verhält der Junge sich wie „etwas Geschlossenes, Ungreifbares“. Darüber hinaus ist er nicht Teil des Geschehens und auch sein abgewendeter Körper verhindert ein Gespräch sowie Interaktionen jeglicher Art mit den anderen beiden Personen.
Der ältere Mann rechts im Hintergrund verschwindet mit seinem schwarzen Mantel und Zylinder beinahe in der dunklen Wand. Eine Zigarre in der Hand haltend fällt sein Blick desinteressiert in die untere linke Bildecke. Bei ihm handelt es sich um Manets Studienkollegen Auguste Rousselin. Die Bedienstete, die ein graues Kleid trägt, sieht den Betrachter neutral und zurückhaltend an. Damit nimmt sie die Rolle einer passiven Assistenzfigur ein und verhält sich entsprechend ihrer Rolle, der von der Gesellschaft Zurückhaltung angeordnet ist. Es gibt Hinweise, dass es sich bei der Frau um Suzanne Leenhoff handelt, was allerdings nicht bestätigt ist.
Darüber hinaus befinden zwei Stillleben-ähnliche Ansammlungen von Gegenständen in dem Werk: zum einen die Lebensmittel auf dem Tisch – darunter Austern und Kaffee – zum anderen diverse Waffen auf einem Sessel in der unteren linken Bildecke. Neben dem Ritterhelm und einem Schwert ruht außerdem eine schwarze Katze.

## Provenienz
Manet zeigte Das Frühstück im Atelier 1869 im Pariser Salon. Danach blieb es in seinem Besitz und befand sich 1872 noch in Manets Atelierbestand. Im Folgejahr verkaufte er das Bild an den Opernsänger Jean-Baptiste Faure, der zahlreiche Gemälden Manets besaß. Er verkaufte das Bild 1898 an die Kunsthandlung Durand-Ruel. Danach gelangte das Gemälde in den Besitz des Unternehmers Auguste Pellerin, der ebenfalls eine Reihe von Manets Werken zusammengetragen hatte. Er verkaufte seine Sammlung mit mehreren Bildern von Manet 1910 an die Kunsthandlungen Bernheim-Jeune in Paris und Paul Cassirer in Berlin. 1911 erwarb der Museumsdirektor Hugo von Tschudi das Das Frühstück im Atelier für die Neue Pinakothek in München. Es gelangte schließlich 1913 im Rahmen der Tschudi-Spende in die Museumssammlung. Die Finanzierung des Bildes erfolgte durch eine Spende des Unternehmers Georg Ernst Schmidt-Reißig aus Starnberg.

## Rezeption

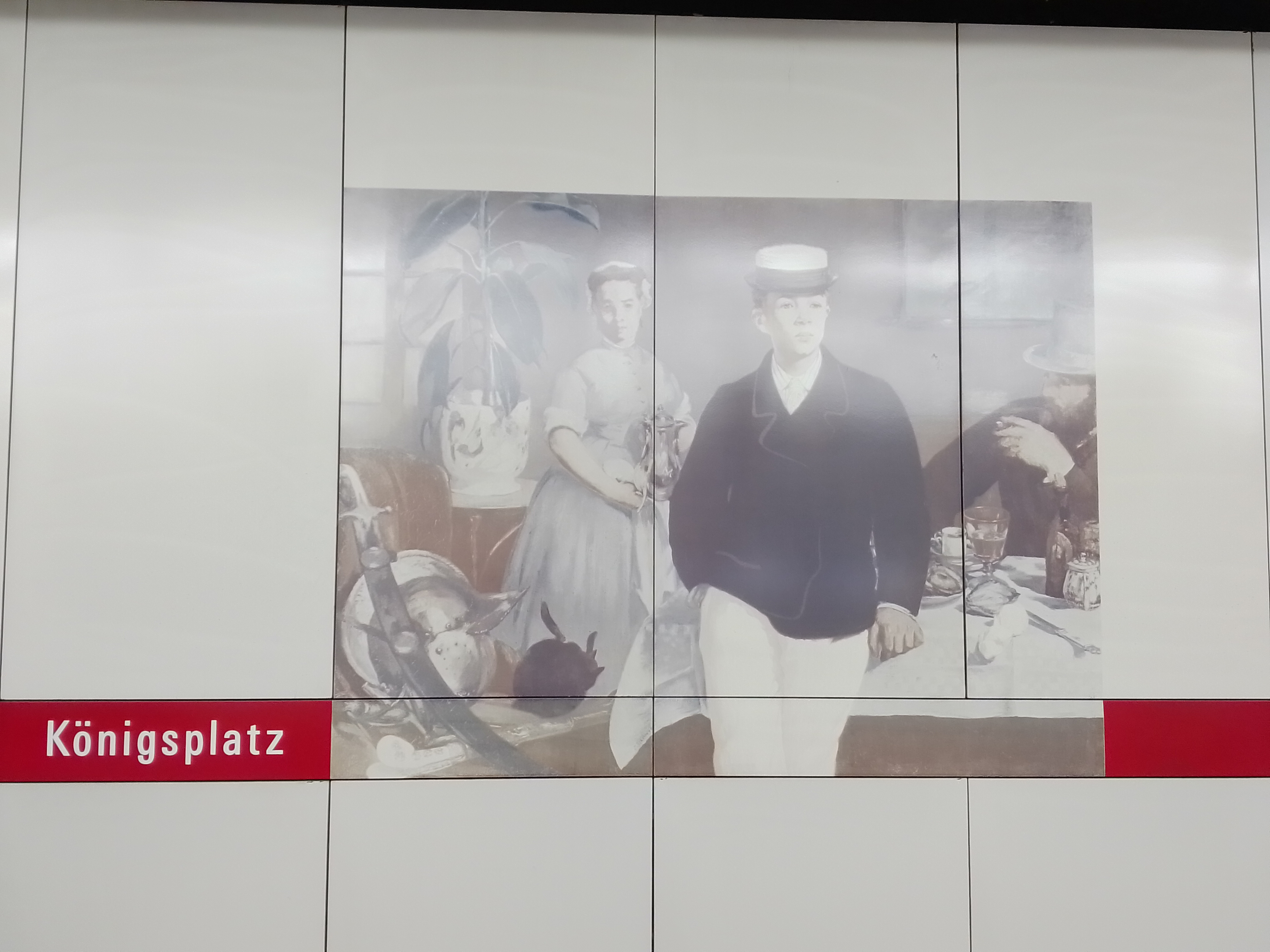
U-Bahnhof Königsplatz, München

- Bildnis an der Wand des Münchner U-Bahnhofs Königsplatz